# Variola
Genre
Variola est un genre de poissons de la famille des Serranidae.

## Espèces
Selon FishBase, ITIS, NCBI et World Register of Marine Species (1 mars 2014) :
- Variola albimarginata Baissac, 1953
- Variola louti (Forsskål, 1775)